# Šílenství po dítěti

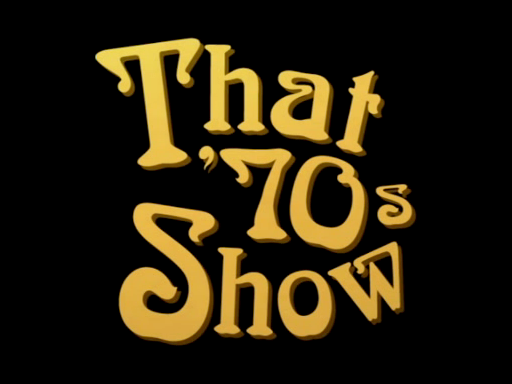

Šílenství po dítěti (v anglickém originále Baby Fever) je 7. díl 3. série seriálu Zlatá sedmdesátá (celkově je to 58. díl). Poprvé byl v USA odvysílán 28. listopadu 2000 na stanici Fox, v ČR měl premiéru v roce 2010 na stanici HBO. Jako v každém dílu seriálu zazněla ústřední píseň „Out The Street od Cheap Trick“, kterou zpívají teenageři v Ericově autě. Epizoda trvala 22 minut, režíroval ji David Trainer.

## Děj
Laurie dostala na hlídání miminko, které měla hlídat Kitty, ale protože šla na večeři k Pinciottiovým, musela ho hlídat Laurie. Ta vůbec nevěděla, jak se má s miminkem zacházet, ale Donna miminko přebalila, když byla u nich doma. Na Erica to udělalo obrovský dojem a začal si představovat jejich společnou budoucnost; Donna sedí doma se dvěma miminky, zatímco on pracuje. Donna však měla jinou představu; Eric měl být doma s dětmi a ona by měla být úspěšnou podnikatelkou. Donna o Ericově představě pověděla své mámě Midge a ta jí řekla, ať si s tím nedělá hlavu, že jsou příliš mladí a šance že spolu budou je mizivá.
Jackie si půjčila dodávku od svého bývalého kluka Michaela. Dodávkou svezla celou klučičí kapelu na koncert a po cestě nazpátek dodávku nabourala. Kelso jí to nechtěl odpustit a chtěl po ní peníze za zničení. Jackie se hájila tím, že Michaelovi také dala během jejich vztahu spoustu věcí, za které jí nezaplatil. Fez s Hydem sečetli, co všechno dluží Jackie Michaelovi a co dluží Michael Jackie. Nakonec to dopadlo tak, že Michael dluží Jackie 8 000 dolarů. Poté jí Michael odpustil, aby jí nemusel platit.
Kitty začala snít o dítěti. Vzpomínala na to, jak byli Eric a Laurie roztomilí, když byli malí a přála si další dítě, dokud ho ještě může mít. Red o dítěti nechtěl ani slyšet a řekl jí, že budou mít ještě vnoučata. Kitty šla za Laurie, která hlídala miminko a říkala jí, jak se jí líbí pohled, jak její dítě chová dítě. Přemlouvala ji, aby už měla vnoučata, ale Laurie ji odbyla tím, že má moc kluků a že výběr nesnížila na jednoho.